# 버즘나무속
버즘나무속(----屬, 학명: Platanus 플라타누스[*])은 프로테아목의 단형 과인 버즘나무과(----科, 학명: Platanaceae 플라타나케아이[*])의 유일한 속이다. 버즘나무과는 조록나무목에 있었지만 유전자 연구 결과에 의해 프로테아목에 속하게 되었다. 버즘나무속 나무, 특히 양버즘나무를 플라타너스(platanus)라 부른다. 버즘나무와 양버즘나무의 교배종인 단풍버즘나무는 대기 오염에 대한 저항이 강해 흔히 가로수로 심는다.

## 하위 분류
- 단풍버즘나무(P. × hispanica Mill. ex Münchh.)
- 멕시코버즘나무(P. mexicana Moric.)
- 버즘나무(P. orientalis L.)
- 양버즘나무(P. occidentalis L.)
- P. gentryi Nixon & J.M.Poole
- P. kerrii Gagnep.
- P. lindeniana M.Martens & Galeotti
- P. racemosa Nutt.
- P. rzedowskii Nixon & J.M.Poole
- P. wrightii S.Watson

## 갤러리

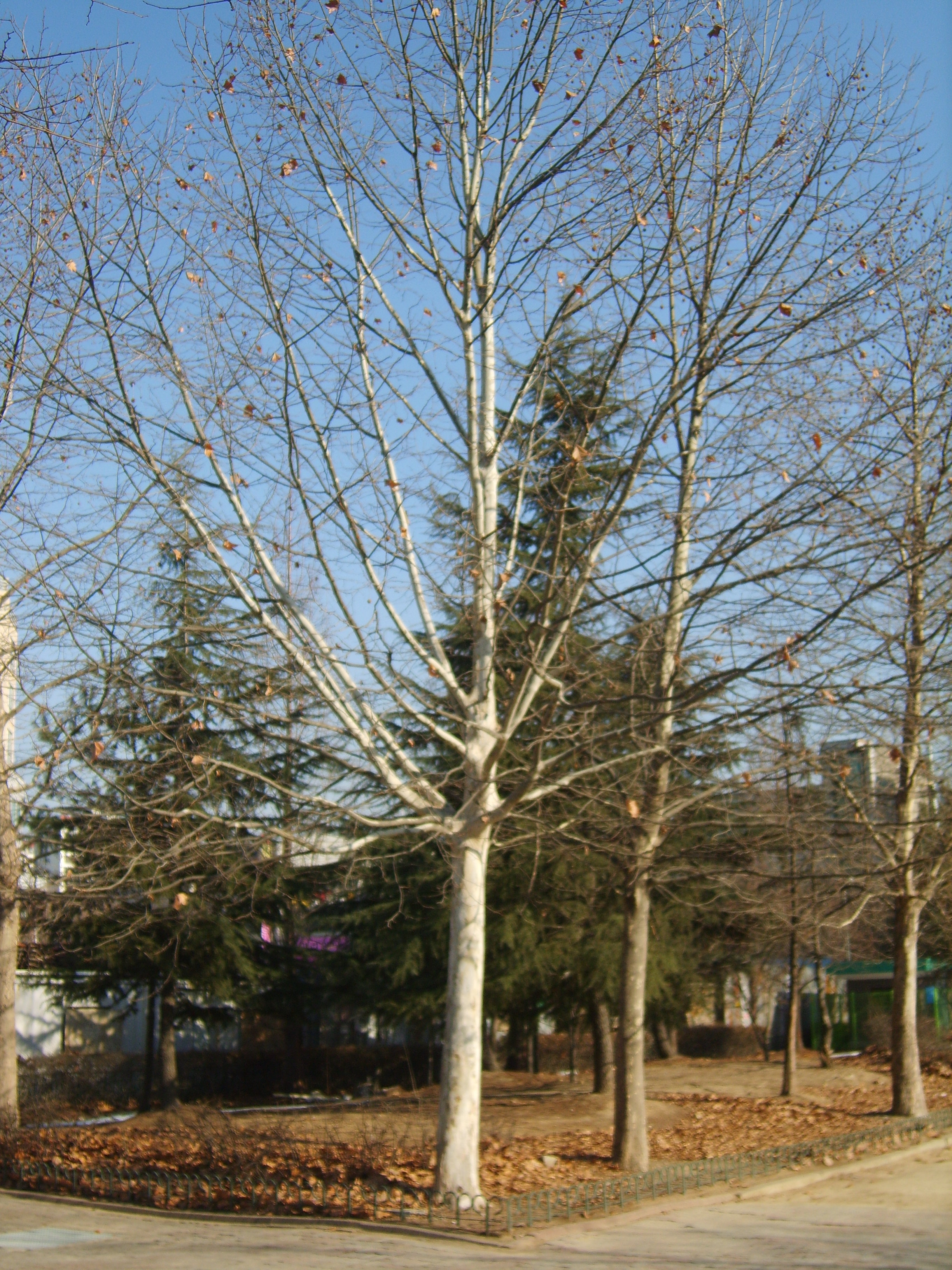
한겨울의 양버즘나무
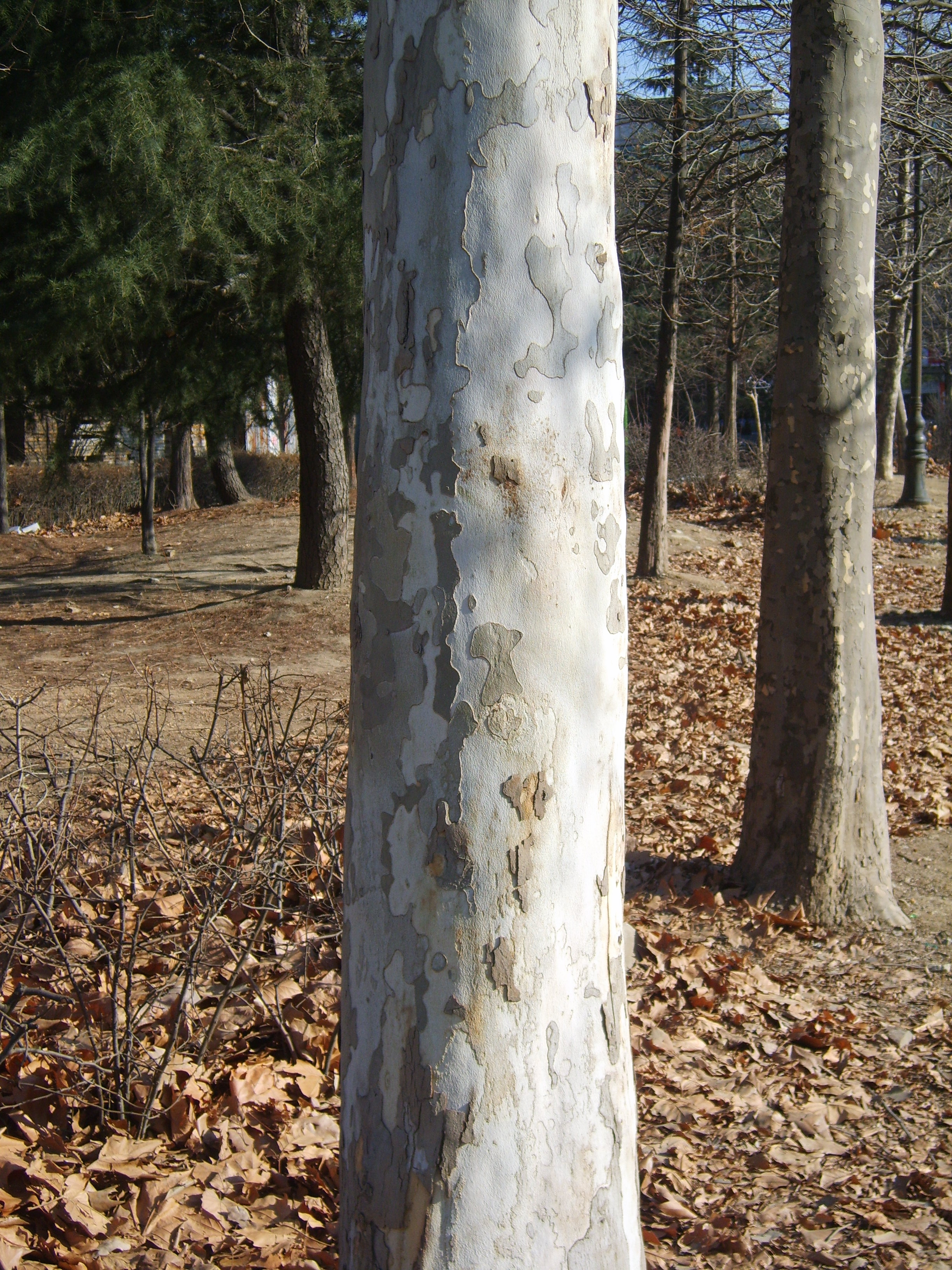
버즘나무속 특유의 줄기. 버즘 핀 듯 얼룩덜룩하다.